# Karnitz
Karnitz is een plaats en voormalige gemeente in de Duitse deelstaat Mecklenburg-Voor-Pommeren en maakt deel uit van de gemeente Garz/Rügen in het Landkreis Vorpommern-Rügen.